# 岡山医療生活協同組合
岡山医療生活協同組合（おかやまいりょうせいかつきょうどうくみあい、 英: Okayama Health Coop ）は、岡山県下全域（病院は主に岡山市中区）にて活動する生活協同組合（医療生協）。医療専門家との協同によって問題解決のために運動する、消費生活協同組合法に基づく住民の自主的組織である。全日本民主医療機関連合会（民医連）加盟法人。

## 組合員数・出資金
- 組合員数：66,311人（2020年5月21日現在）[2]
- 出資金：18億8,378万円（2020年5月21日現在）[2]

## 沿革
(この節の出典)
- 1952年（昭和27年） - 岡山市医療生活協同組合（のちの岡山医療生協）創立（組合員306人、出資金10万円）。岡山大衆診療所開設。
- 1960年（昭和35年） - 岡山協立病院（100床）オープン。組合員健診開始。
- 1963年（昭和38年） - 岡山協立病院増床（116床）
- 1964年（昭和39年） - 出資金1000万円突破
- 1966年（昭和41年） - 岡山協立保育園開園
- 1976年（昭和51年） - 出資金1億円突破
- 1979年（昭和54年） - 組合員1万人突破
- 1983年（昭和58年） - 岡山協立病院が総合病院に（372床）。新出資金制度への移行、組合員健診開始。
- 1984年（昭和59年） - 定款地域を全県とし、岡山市医療生協から「岡山医療生協」に。
- 1989年（平成元年） - せいきょう駅元診療所（旧西診療所）新築オープン。
- 1991年（平成3年） - 組合員3万人、出資金5億円突破。
- 1993年（平成5年） - コープ西大寺診療所オープン。訪問看護ステーションさくらんぼ開設 。
- 1994年（平成6年） - 岡山東中央病院が岡山医療生協の傘下に。訪問看護ステーションコスモス開設。
- 1998年（平成10年） - わかくさ診療所オープン。ヘルパーステーションわかくさ開設。
- 1999年（平成11年） - コープみんなの診療所オープン。
- 2001年（平成13年） - 医療生協会館コムコム完成。
- 2003年（平成15年） - 在宅福祉センター倉田開設。
- 2004年（平成16年） - 在宅福祉センター福浜開設。
- 2006年（平成18年） - グループホーム はとぽっぽ開設。
- 2007年（平成19年） - 岡山医療生協ISO9001認証取得。
- 2011年（平成23年） - せいきょう玉野診療所開設、グループホーム福浜開設。
- 2013年（平成25年） - ケアプラン玉野開設。
- 2016年（平成28年） - コープ倉田歯科開院、コープ大野辻クリニック開院。
- 2018年（平成30年） - ISO9001:2015認定取得（全事業所）

## 岡山医療生協関連施設
病院
- 岡山協立病院 （318床）- 岡山医療生活協同組合の中核病院。岡山市中区赤坂本町8番10号
- 岡山東中央病院 （128床）- 岡山市中区倉田677番地1

診療所
- コープ大野辻クリニック - 岡山市北区今3丁目26番28号（コープ大野辻 2階）

標榜診療科 - 内科,消化器科(消化器内科 胃腸内科),循環器科(循環器内科) 
- コープ西大寺診療所 - 岡山市東区西大寺中2丁目20番33号

標榜診療科 - 内科
- コープみんなの診療所 - 岡山市中区乙多見101番地4

標榜診療科 - 内科
- せいきょう玉野診療所 - 玉野市羽根崎町5番10号

標榜診療科 - 内科
歯科診療所
- コープ倉田歯科 - 岡山市中区倉田680−1

標榜診療科 - 歯科 
介護事業所
- 訪問看護ステーションさくらんぼ - 岡山市中区赤坂本町8番10号（岡山協立病院 2階）
- 在宅福祉総合センター倉田 - 岡山市中区倉田668番地1
- 在宅福祉センター福浜 - 岡山市南区福富2丁目8番7号
- グループホームはとぽっぽ - 岡山市中区平井5丁目5番52号
- ケアプラン北長瀬 - 岡山市北区今3丁目10番10号 備前ビル 1階
- デイサービス虹の家 - 玉野市羽根崎町5番26号
- ケアプラン玉野 - 玉野市羽根崎町5番10号（せいきょう玉野診療所2階）